# 切希明德森特
切希明德森特，是匈牙利沃什州所辖的一个村，总面积15.43平方公里，总人口352，人口密度22.8人/平方公里（2010年1月1日）。